# Alaina Reed Hall
Pour les articles homonymes, voir Hall.
Alaina Reed Hall est une actrice américaine née le 10 novembre 1946 à Springfield, Ohio (États-Unis), morte le 17 décembre 2009 à Santa Monica, en Californie.

## Filmographie
- 1969 : 1, rue Sésame (Sesame Street) (série télévisée) : Olivia Robinson (1976-1988)
- 1978 : Cindy (TV) : Venus
- 1978 : Christmas Eve on Sesame Street (en) (TV) : Olivia
- 1981 : Eubie! (TV)
- 1985 : Suivez cet oiseau (Sesame Street Presents: Follow that Bird) : Olivia
- 1985 : 227 (en) (série télévisée) : Rose Lee Holloway
- 1992 : La Mort vous va si bien (Death Becomes Her) : Psychologist
- 1993 : Kid et le Truand (Me and the Kid) : Sarah
- 1994 : Where on Earth Is Carmen Sandiego? (en) (série télévisée) : Additional Voices (voix)
- 1995 : Cleghorne! (en) (série télévisée) : Lena
- 1996 : The Cherokee Kid (en) (TV) : Ma Holsopple
- 1997 : The Blues Brothers Animated Series (série télévisée) : Mama Lou (voix)
- 1997-1998 : Ally McBeal (série télévisée) : Juge Elizabeth Witt (3 épisodes)
- 1999 : Sexe Intentions (Cruel Intentions) : Nurse
- 2001 : Chasing Sunsets : Mrs. Stevens
- 2003 : Scrambled : Gert